# Peter Snow (martyr)
Pour les articles homonymes, voir Snow.
Peter Snow, né à Ripon dans le Yorkshire et mort à York le 15 juin 1598 est un prêtre catholique anglais martyr sous le règne d'Élizabeth Ire.

## Biographie
L'histoire de Peter Snow est indistinctement liée à celle de Ralph Grimston. Il semble être issu d'une famille demeurée fidèle à l'Église catholique. Désireux de devenir prêtre il part clandestinement pour le continent et entre au séminaire anglais de Rheims en 1589. Il est ordonné prêtre en 1591 à Soissons. Destiné aux missions anglaises il retourne chez lui dans le Yorkshire où pendant près de 7 ans il réussit à vivre son ministère de prêtre sans se faire arrêté. Il est néanmoins capturé le 1er mai 1598 alors qu'il voyageait avec Ralph Grimston son guide en direction de York. Condamné à mort il subit la peine réservée aux traîtres à savoir pendaison, éviscération et écartèlement.

## Vénération
Déclaré bienheureux par Jean-Paul II en 1987 Peter Snow est l'un des quatre-vingt-cinq Quatre-vingt-cinq martyrs d'Angleterre et de Galles béatifié par ce dernier et fêté le 15 juin. Son nom figure aussi dans la liste des martyrs de Douai.